# José Juan Toharia
José Juan Toharia Cortés (Madrid, 28 de octubre de 1942) es un sociólogo y catedrático español. Actualmente es presidente de Metroscopia, uno de los más influyentes institutos privados de investigación de la opinión pública en España. 

## Trayectoria
Doctor en Derecho por la Universidad Complutense. PhD en Sociología por la Universidad de Yale con una tesis dirigida por Juan José Linz. Catedrático de Sociología en la Universidad Autónoma de Madrid desde 1980 hasta 2009 (año en que se prejubila). Miembro del equipo fundacional (en 1963) de Cuadernos para el Diálogo, a cuyo Consejo de Redacción perteneció ininterrumpidamente hasta la desaparición de esta publicación en 1976. Fue el primer Director de la Escuela de Periodismo UAM-El País y miembro fundador. Desde mayo de 2008 hasta julio de 2011, fue director Académico del Instituto Universitario de Investigación de la Fundación José Ortega y Gasset-Gregorio Marañón.

Ha sido Técnico consultor de Naciones Unidas en materia electoral y socio-jurídica en Argentina, El Salvador, México y Guatemala; también Técnico consultor del Banco Mundial en temas de opinión pública sobre el sistema de Justicia y sobre reforma de la Justicia en Rusia y Perú; y Técnico consultor de la Asia Foundation y del Asian Development Bank sobre opinión pública y reforma judicial en Manila, Filipinas, Tailandia y Camboya.

Fundador en 2004 de Metroscopia y desde entonces Presidente.

Imparte regularmente conferencias y cursos (indistintamente en castellano, inglés o francés) sobre cuestiones referidas a:
- opinión pública: los estados de opinión de la sociedad española (en general y en determinadas áreas específicas),
- sondeos pre-electorales, y
- la imagen de la Administración de Justicia.

## Libros publicados
- Voz: Judges, en la International Encyclopedia of the Social and Behavioral Sciences, segunda edición revisada y actualizada. London, Elsevier. (2013)
- Pulso de España 2. Biblioteca Nueva/ Fundación Ortega/Marañón. Madrid.(2012)
- Pulso de España 1 Archivado el 17 de marzo de 2017 en Wayback Machine.. Un informe sociológico. Biblioteca Nueva/ Fundación Ortega/Marañón. Madrid. (2011)
- Exploring Legal Culture: A Few Cautionary Remarks From Comparative Research, en Robert W. Gordon y Morton J. Horwitz, eds., Law, Society and History. Themes in the Legal Sociology and Legal History of Lawrence M. Friedman. Cambridge University Press. (2011)
- Las profesiones jurídicas: una aproximación sociológica (pp. 1-16) en El oficio de jurista. Varios Autores. Ed. Siglo XXI. Madrid. (2006)
- La Justicia ante el espejo: 25 años de barómetros de opinión del Consejo General del Poder Judicial Archivado el 17 de marzo de 2017 en Wayback Machine., con Juan José García de la Cruz. Ed. CGPJ. Madrid. (2005)
- La imagen ciudadana de la Justicia. Ed. Fundación BBVA. Madrid. (2003)
- The Organization, Functioning and Evaluation of the Spanish Judicial System (1975-2000): A Case-study in Legal Culture en L.M. Friedman y R. Pérez-Perdomo, eds., Legal Culture in the Age of Globalization: Latin America and Latin Europe (Chapter 11, pp. 377-413). (2003)
- Evaluating Systems of Justice Through Public Opinion: Why, What, Who, How and What for?, en Erik G. Jensen y Thomas C. Heller, eds., Beyond Common Knowledge: Empirical Approaches to the Rule of Law (Chapter 1, pp. 1-42). Ed. Stanford University Press. Stanford. (2003)
- Las nuevas realidades sociales y la enseñanza del Derecho (pp. 115-125). Anuario de la Facultad de Derecho de la Universidad Autónoma. Madrid. (2002)
- La imagen del Ministerio Público en la sociedad (pp. 13-24). Cuadernos de Derecho Público, n.º 16. Madrid. (2002)
- Las encuestas de opinión y las decisiones políticas: el caso de la evaluación y reforma de la Justicia (pp. 213-222). Revista Española de Investigaciones Sociológicas, n.º 99. Madrid. (2002)
- La mitad de la explosión: la población española en perspectiva comparada. Fundación Banco Exterior. Madrid. (1989)
- Voz: Judges, en la International Encyclopedia of the Social and Behavioral Sciences. Elsevier. London, (2001)

- Opinión pública y justicia: la imagen de la justicia en la sociedad española. Archivado el 17 de marzo de 2017 en Wayback Machine. Consejo General del Poder Judicial. Madrid. (2001)
- Actitudes de los españoles ante la administración de justicia. Centro de Investigaciones Sociológicas (CIS). Madrid. (1994)
- Los derechos de las nuevas generaciones: Conversaciones de Monteprincipe (Colección Temas). Fundación Universitaria San Pablo-CEU. Madrid. (1990)
- Cambios recientes en la sociedad española. Instituto de Estudios Económicos. Madrid. (1989)
- Separación y divorcio en España: un informe sociológico, con Rafael López Pintor. Ministerio de Trabajo y Seguridad Social. Madrid. (1989)
- Pleitos tengas!...: introducción a la cultura legal española.Centro de Investigaciones Sociológicas. Madrid. (1987)
- Valores básicos de los adolescentes españoles. en Estudios de Juventud. Ministerio de Cultura. Dirección General de Juventud y Promoción Socio-Cultural. Madrid. (1982)
- Convivir en una democracia: apéndice: documentos básicos, con Rafael López Pintor Ediciones S.M. Madrid. (1977)
- El Juez español. Un análisis sociológico en la Revista española de la opinión pública N.º 43. (pp. 198-208). Madrid. (1976)
- Modernización, autoritarismo y administración de justicia en España. Cuadernos para el Diálogo. Madrid. (1974)
- Cambio social y vida jurídica en España. Cuadernos para el Diálogo. Madrid. (1971)